# Stachys bigelovii
Stachys bigelovii är en kransblommig växtart som beskrevs av Asa Gray. Stachys bigelovii ingår i släktet syskor, och familjen kransblommiga växter. Inga underarter finns listade i Catalogue of Life.